# Anna Danilina
Anna Danilina (kasachisch Анна Данилина, russisch Анна Сергеевна Данилина Anna Sergejewna Danilina; * 20. August 1995 in Moskau) ist eine in Russland geborene Tennisspielerin, die für Kasachstan antritt.

## Karriere
Danilina, die Hartplätze bevorzugt, gewann bisher auf der ITF-Tour ein Einzel- und 27 Doppeltitel.
Im Jahr 2019 spielte Danilina erstmals für die kasachische Billie-Jean-King-Cup-Mannschaft; ihre Billie-Jean-King-Cup-Bilanz weist bislang 4 Siege bei 1 Niederlage aus.
Ihren ersten Titel auf der WTA-Tour gewann sie 2021 im Doppel gemeinsam mit Lidsija Marosawa in Gdynia. Bislang gewann sie drei Doppeltitel auf der WTA-Tour.
2022 erreichte sie gemeinsam mit Beatriz Haddad Maia das Finale der Australian Open, das sie gegen Barbora Krejčíková und Kateřina Siniaková verloren.

## Turniersiege

### Einzel
| Nr. | Datum       | Turnier   | Kategorie   | Belag | Finalgegnerin   | Ergebnis   |
| --- | ----------- | --------- | ----------- | ----- | --------------- | ---------- |
| 1.  | 6. Mai 2012 | Wiesbaden | ITF $10.000 | Sand  | Laura Siegemund | 7:62, 7:64 |

### Doppel
| Nr. | Datum              | Turnier              | Kategorie      | Belag             | Partnerin             | Finalgegnerinnen                            | Ergebnis           |
| --- | ------------------ | -------------------- | -------------- | ----------------- | --------------------- | ------------------------------------------- | ------------------ |
| 1.  | 22. Oktober 2011   | Almaty               | ITF $10.000    | Hartplatz (Halle) | Kamila Kerimbajewa    | Nikola Fraňková Zalina Khairudinova         | 6:3, 6:1           |
| 2.  | 28. Juni 2013      | Kristinehamn         | ITF $25.000    | Sand              | Olga Doroschina       | Julia Cohen Kateryna Slijusar               | 6:3, 7:64          |
| 3.  | 7. März 2014       | Astana               | ITF $10.000    | Hartplatz (Halle) | Olga Doroschina       | Alexandra Grintschischina Kateryna Slijusar | 6:3, 7:64          |
| 4.  | 30. Mai 2014       | Moskau               | ITF $25.000    | Sand              | Xenia Knoll           | Jekaterina Bytschkowa Jewgenija Rodina      | 6:3, 6:2           |
| 5.  | 5. September 2014  | Moskau               | ITF $25.000    | Sand              | Xenia Knoll           | Walentina Iwachnenko Julija Kalabina        | 6:1, 4:6, [10:6]   |
| 6.  | 2. Juni 2018       | Naples               | ITF $25.000    | Sand              | Genevieve Lorbergs    | Rasheeda McAdoo Katerina Stewart            | 6:4, 6:4           |
| 7.  | 22. Juli 2018      | Astana               | ITF $80.000    | Hartplatz         | Berfu Cengiz          | Oqgul Omonmurodova Ekaterine Gorgodse       | 3:6, 6:3, [10:7]   |
| 8.  | 20. Oktober 2018   | Florence             | ITF $25.000    | Hartplatz         | Ulrikke Eikeri        | Tara Moore Conny Perrin                     | 7:69, 2:6, [10:8]  |
| 9.  | 1. Juni 2019       | Grado                | ITF W25        | Sand              | Réka Luca Jani        | Oqgul Omonmurodova Cristina Dinu            | 6:2, 6:3           |
| 10. | 22. Juni 2019      | Ystad                | ITF W25        | Sand              | Emily Arbuthnott      | Lina Gjorcheska Anastassija Komardina       | 3:6, 6:2, [10:4]   |
| 11. | 3. August 2019     | Sezze                | ITF W25        | Sand              | Jekaterina Jaschina   | Nuria Brancaccio Federica Sacco             | 7:5, 6:4           |
| 12. | 5. Oktober 2019    | Charleston           | ITF W60        | Sand              | Ingrid Neel           | Vladica Babić Caitlin Whoriskey             | 6:1, 6:1           |
| 13. | 12. Oktober 2019   | Hilton Head Island   | ITF W25        | Sand              | Ingrid Neel           | Katharine Fahey Elizabeth Halbauer          | 6:3, 6:2           |
| 14. | 19. Oktober 2019   | Waco                 | ITF W25        | Hartplatz         | Vladica Babić         | Savannah Broadus Vanessa Ong                | 6:3, 6:2           |
| 15. | 10. April 2021     | Bellinzona           | ITF W60        | Sand              | Ekaterine Gorgodse    | Rebecca Marino Yūki Naitō                   | 7:5, 6:3           |
| 16. | 1. Mai 2021        | Charlottesville      | ITF W60        | Sand              | Arina Rodionova       | Erin Routliffe Aldila Sutjiadi              | 6:1, 6:3           |
| 17. | 18. Juni 2021      | Denain               | ITF W25        | Sand              | Walerija Strachowa    | Dalma Gálfi Paula Ormaechea                 | 7:5, 3:6, [10:4]   |
| 18. | 11. Juli 2021      | Contrexéville        | ITF W100       | Sand              | Ulrikke Eikeri        | Dalma Gálfi Kimberley Zimmermann            | 6:0, 1:6, [10:4]   |
| 19. | 25. Juli 2021      | Gdynia               | WTA 250        | Sand              | Lidsija Marosawa      | Kateryna Bondarenko Katarzyna Piter         | 6:3, 6:2           |
| 20. | 1. August 2021     | Versmold             | ITF W60        | Sand              | Walerija Strachowa    | Mirjam Björklund Jaimee Fourlis             | 4:6, 7:5, [10:4]   |
| 21. | 10. September 2021 | Saint-Palais-sur-Mer | ITF W25        | Sand              | Walerija Strachowa    | Audrey Albié Léolia Jeanjean                | 67:7, 6:2, [10:4]  |
| 22. | 27. November 2021  | Dubai                | ITF W100+H     | Hartplatz         | Viktória Kužmová      | Angelina Gabujewa Anastassija Sacharowa     | 4:6, 6:3, [10:2]   |
| 23. | 25. Dezember 2021  | Pune                 | ITF W25        | Hartplatz         | Walerija Strachowa    | Funa Kozaki Misaki Matsuda                  | 6:0, 2:6, [10:5]   |
| 24. | 15. Januar 2022    | Sydney               | WTA 500        | Hartplatz         | Beatriz Haddad Maia   | Vivian Heisen Panna Udvardy                 | 4:6, 7:5, [10:8]   |
| 25. | 11. Juni 2022      | Biarritz             | ITF W60        | Sand              | Walerija Strachowa    | María Carlé Marija Timofejewa               | 2:6, 6:3, [14:12]  |
| 26. | 17. Juni 2022      | Madrid               | ITF W60        | Hartplatz         | Anastassija Tichonowa | Lu Jiajing You Xiaodi                       | 6:4, 6:2           |
| 27. | 10. Juli 2022      | Versmold             | ITF W100       | Sand              | Arianne Hartono       | Ankita Raina Rosalie van der Hoek           | 64:7, 6:4, [10:6]  |
| 28. | 31. Juli 2022      | Warschau             | WTA 250        | Sand              | Anna-Lena Friedsam    | Katarzyna Kawa Alicja Rosolska              | 6:4, 5:7, [10:5]   |
| 29. | 14. August 2022    | Landisville          | ITF W100       | Hartplatz         | Sophie Chang          | Han Na-lae Jang Su-jeong                    | 2:6, 7:64, [11:9]  |
| 30. | 17. September 2022 | Jablonec nad Nisou   | ITF W25        | Sand              | Walerija Strachowa    | Lena Papadakis Anna Sisková                 | 7:5, 6:1           |
| 31. | 4. März 2023       | Astana               | ITF W40        | Sand              | Iryna Schymanowitsch  | Han Na-lae Jang Su-jeong                    | 6:4, 68:7, [10:7]  |
| 32. | 20. Mai 2023       | Paris                | WTA Challenger | Sand              | Wera Swonarjowa       | Nadija Kitschenok Alycia Parks              | 5:7, 7:62, [14:12] |
| 33. | 29. Juli 2023      | Hamburg              | WTA 250        | Sand              | Alexandra Panowa      | Miriam Kolodziejová Angela Kulikov          | 6:4, 6:2           |
| 34. | 7. Januar 2024     | Auckland             | WTA 250        | Hartplatz         | Viktória Hrunčáková   | Marie Bouzková Bethanie Mattek-Sands        | 6:3, 6:75, [10:8]  |
| 35. | 18. Mai 2024       | Parma                | WTA Challenger | Sand              | Irina Chromatschowa   | Ingrid Gamarra Martins Elixane Lechemia     | 6:1, 6:2           |
| 36. | 9. Juni 2024       | Bari                 | WTA Challenger | Sand              | Irina Chromatschowa   | Angelica Moratelli Renata Zarazúa           | 6:1, 6:3           |
| 37. | 26. Juli 2024      | Iași                 | WTA 250        | Sand              | Irina Chromatschowa   | Alexandra Panowa Jana Sisikowa              | 6:4, 6:2           |
| 38. | 15. September 2024 | Guadalajara          | WTA 500        | Hartplatz         | Irina Chromatschowa   | Oksana Kalaschnikowa Kamilla Rachimowa      | 2:6, 7:5, [10:7]   |
| 39. | 22. September 2024 | Hua Hin              | WTA 250        | Hartplatz         | Irina Chromatschowa   | Eudice Chong Moyuka Uchijima                | 6:4, 7:5           |
| 40. | 13. Oktober 2024   | Wuhan                | WTA 1000       | Hartplatz         | Irina Chromatschowa   | Asia Muhammad Jessica Pegula                | 6:3, 7:66          |
| 41. | 28. Juni 2025      | Eastbourne           | WTA 250        | Rasen             | Marie Bouzková        | Hsieh Su-wei Maya Joint                     | 6:4, 7:5           |

### Mixed
| Nr. | Datum             | Turnier | Kategorie  | Belag     | Partner          | Finalgegner                    | Ergebnis |
| --- | ----------------- | ------- | ---------- | --------- | ---------------- | ------------------------------ | -------- |
| 1.  | 9. September 2023 | US Open | Grand Slam | Hartplatz | Harri Heliövaara | Jessica Pegula Austin Krajicek | 6:3, 6:4 |

## Abschneiden bei Grand-Slam-Turnieren

### Doppel
| Turnier         | 2021 | 2022 | 2023 | 2024 | 2025 | Karriere |
| --------------- | ---- | ---- | ---- | ---- | ---- | -------- |
| Australian Open | —    | F    | 2    | 1    | 1    | F        |
| French Open     | —    | 2    | 2    | 1    | F    | F        |
| Wimbledon       | —    | —    | 1    | 2    | 2    | 2        |
| US Open         | 1    | AF   | 2    | VF   |      | VF       |

Zeichenerklärung: S = Turniersieg; F, HF, VF, AF = Einzug ins Finale / Halbfinale / Viertelfinale / Achtelfinale; 1, 2, 3 = Ausscheiden in der 1. / 2. / 3. Hauptrunde; Q1, Q2, Q3 = Ausscheiden in der 1. / 2. / 3. Qualifikationsrunde; nicht ausgetragen